# اولدزموبیل ۹۸

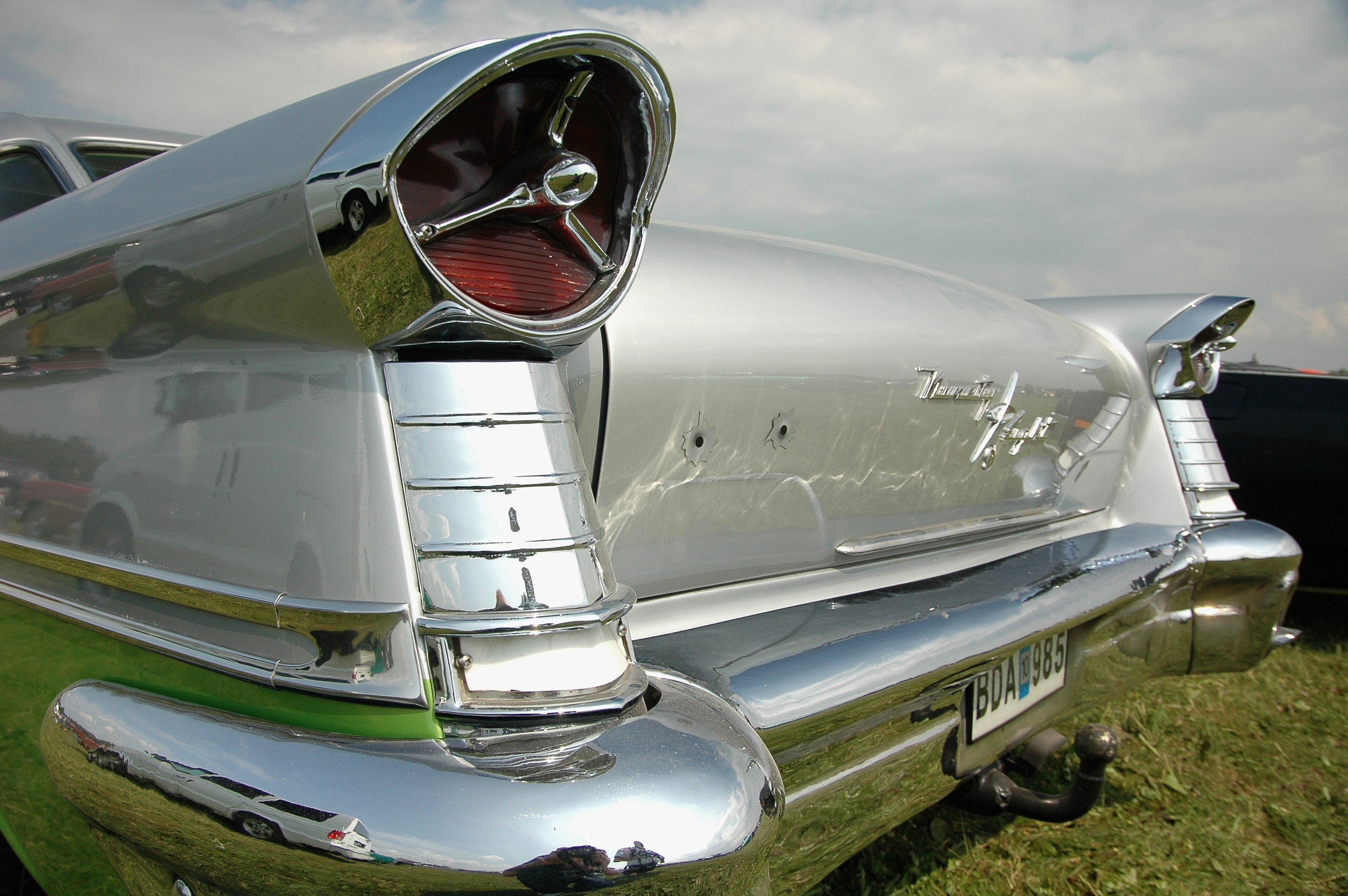

اولدزموبیل ۹۸ (Oldsmobile 98) خودرویی است که در سال‌های ۱۹۴۱ تا ۱۹۹۶ تولید شده‌است.
این خودرو در کلاس خودروی سایز بزرگ قرار گرفته است. 